# 錫利 (加利福尼亞州)
錫利（英語：Seeley）是位於美國加利福尼亞州因皮里爾縣的一個人口普查指定地區。

## 地理
錫利的座標為32°47′35″N 115°41′28″W / 32.79306°N 115.69111°W，而該地最高點為海拔高度-11米（即-36英尺）。

## 人口
根據2010年美國人口普查的數據，錫利的面積為3.218平方千米，當中陸地面積為3.157平方千米，而水域面積為0.061平方千米。當地共有人口1823人，而人口密度為每平方千米540人。